# Brookesiinae
Brookesiinae Gray, 1865 è una sottofamiglia di sauri della famiglia Chamaeleonidae, diffusa in Africa centrale e Madagascar.

## Tassonomia
Comprende i seguenti generi:
- Brookesia Gray, 1865 (30 spp.)
- Palleon Glaw, Hawlitschek and Ruthensteiner, 2013 (2 spp.)
- Rhampholeon Günther, 1874 (14 spp.)
- Rieppeleon Matthee, Tilbury and Townsend, 2004 (3 spp.)